# Regel von Pollack
Die Regel von Pollack, benannt nach Fred Pollack einem Entwickler der Firma Intel, ist eine Faustregel aus der Prozessorarchitektur. Die Regel besagt, dass eine Erhöhung der Komplexität eines Chips um den Faktor {\displaystyle k,} nur zu einer Erhöhung der Rechenleistung um den Faktor {\displaystyle {\sqrt {k}}} führt. Eine Verdopplung der Chipkomplexität ({\displaystyle k=2}), beispielsweise in Form eines Mehrkernprozessors, in dem statt nur eines Prozessorkerns zwei gleichartige Prozessorkerne verwendet werden, erhöht sich die Rechenleistung des Gesamtsystems im Mittel nur um den Faktor {\displaystyle {\sqrt {2}}\approx 1{,}41}, also etwa 41 %.
Die Regel von Pollack ist kein wissenschaftliches Naturgesetz, sondern eine Faustregel, die auf empirische Beobachtung zurückgeht. Eine ähnliche empirische Beziehung stellt das mooresches Gesetz dar, allerdings setzt dieses im Gegensatz zur Regel von Pollack die Entwicklung in Bezug zu dem zeitlichen Verlauf des technologischen Fortschritts. Der technologische Fortschritt oder Komplexität eines Chips wird in beiden Fällen in verschiedenen Kennzahlen ausgedrückt. Typisch und üblich sind dafür die Verkleinerung der Strukturgrößen von Mikrochips, oder die Anzahl der Transistoren auf einem Mikrochip.